# Probaryconus nigriceps
Probaryconus nigriceps är en stekelart som först beskrevs av William Harris Ashmead 1900.  Probaryconus nigriceps ingår i släktet Probaryconus och familjen Scelionidae. Inga underarter finns listade i Catalogue of Life.